# بيانكا ماريا سفورزا
بيانكا ماريا سفورزا (5 ابريل 1472– 13 ديسمبر 1510)؛ كانت ملكة الرومان وإمبراطورة الرومانية المقدسة من خلال زواجها من ماكسيمليان الأول، هي ابنة غالياتسو ماريا سفورزا دوق ميلانو وزوجته الثانية بونا من سافوي.

## السيرة الذاتية
ولدت بيانكا ماريا في بافيا عام 1472 بحيث أنها الابنة الكبرى في العائلة، كان تحصيلها العلمي ضئيل وانصب اهتمامها كثيراً على الحياكة، تم اغتيال والدها الدوق أثناء عيد اسطفانوس على يد ثلاثة من كبار رجال الدوقية في كنيسة سانتو ستيفانو بميلانو حينها كانت تبلغ الخامسة من العمر.
في 6 يناير 1474، تزوجت بيانكا ماريا البالغة 21 شهراً من فيليبرتو الأول دوق سافوي هو ابن خالها الأكبر أماديو التاسع دوق سافوي ويولاند دو فالوا سليلة ملوك فرنسا، مع ذلك توفي الدوق في 1482 وهو لا يزال ذو السابعة عشر عاماً، في حين كانت هي ذو العاشرة عاماً، وبذلك عادت إلى ميلانو، تحت وصاية عمها لودوفيكو الأسمر.
بعد ثلاثة سنوات في 31 يوليو 1485 أصبحت مخطوبة لـ يانوش كورفينوس الابن الوحيد (والغير شرعي) لـ ماتياس كورفينوس ملك المجر وبوهيميا بهذا الزواج أراد الملك المجري تأمين الخلافة لابنه الغير شرعي وأيضا لجعله دوق النمسا، تم توقيع الزواج بالوكالة في 25 نوفمبر 1487، ووفقاً للشروط العقد تم إعطاء لها العديد من الإقطاعيات في المجر، ومع ذلك وبسبب المؤامرات والدسائس من قبل الملكة بياتريس زوجة ماتياس، لم يتم هذا الزواج أبداً، في مارس 1492 اقترح عليها الزواج من جيمس الرابع ملك اسكتلندا، ولكن سرعان ما تخلوا عن الفكرة.
تزوجت من ملك الرومان ماكسيمليان الأول في 16 مارس 1494 تعتبر زوجته الثالثة، لأن زوجته الأولى ماريا دوقة بورغونيا توفيت بعد سقوطها من الحصان في 27 مارس 1482، وإما آن دوقة بريتاني التي تعتبر زوجته الثانية قد تزوجها من خلال وكيل، تم فسخ زواجهما من قبل البابا لاحقاً، وتزوجت من شارل الثامن ملك فرنسا، على آية حال تم ترتيب هذا الزواج من قبل عمها الذي أراد من الإمبراطور أن يعترف به كدوق، في حين تلقى الإمبراطور المفلس مهراً كبيراً لذلك، أثارت حاشيتها التي رافقتها إلى مكان الزفاف الكثير من الاهتمام.
في حفل زفافها ارتدت بيانكا ماريا فستاناً به ثمانون قطعة من المجوهرات المثبتة عليه، مع كل قطعة تتكون من ياقوتة واحدة وأربعة لؤلؤات، وكما جلبت معها مهراً ممتازاً لزوجها وصل لحوالي 400,000 ألف دوقت، ومن خلال زواجها تمكن ماكسيمليان من تأكيد سيطرته على ميلانو، مما أثار غضب الفرنسيين، والذي أدى في نهاية المطاف إلى التدخل الفرنسي في إيطاليا، وبالتالي افتتاح الحروب الكبرى.
علاقة ماكسيمليان الأول وبيانكا لم تكن ودية كون الزواج مبني على مصالح سياسية، بالإضافة إن ماكسيمليان كان دائما ما يقارن بيانكا بزوجته الأولى ماريا دوقة بورغونيا من حيث الجمال والذكاء وحسن التدبير وهذا كله لم يكن متوفراً في بيانكا بحيث وصفها بأنها غير متعلمة وساذجة وثرثارة وأيضا مسرفة للمال.
لم يرزق الزوجان بالأولاد وفضل كل منهم العيش في قصره الخاص مع حاشيته وأقاربه من حوله، اهتمت بيانكا ماريا بتربية أبناء ماكسيمليان فيليب الوسيم والأرشيدوقة مارغريت. 

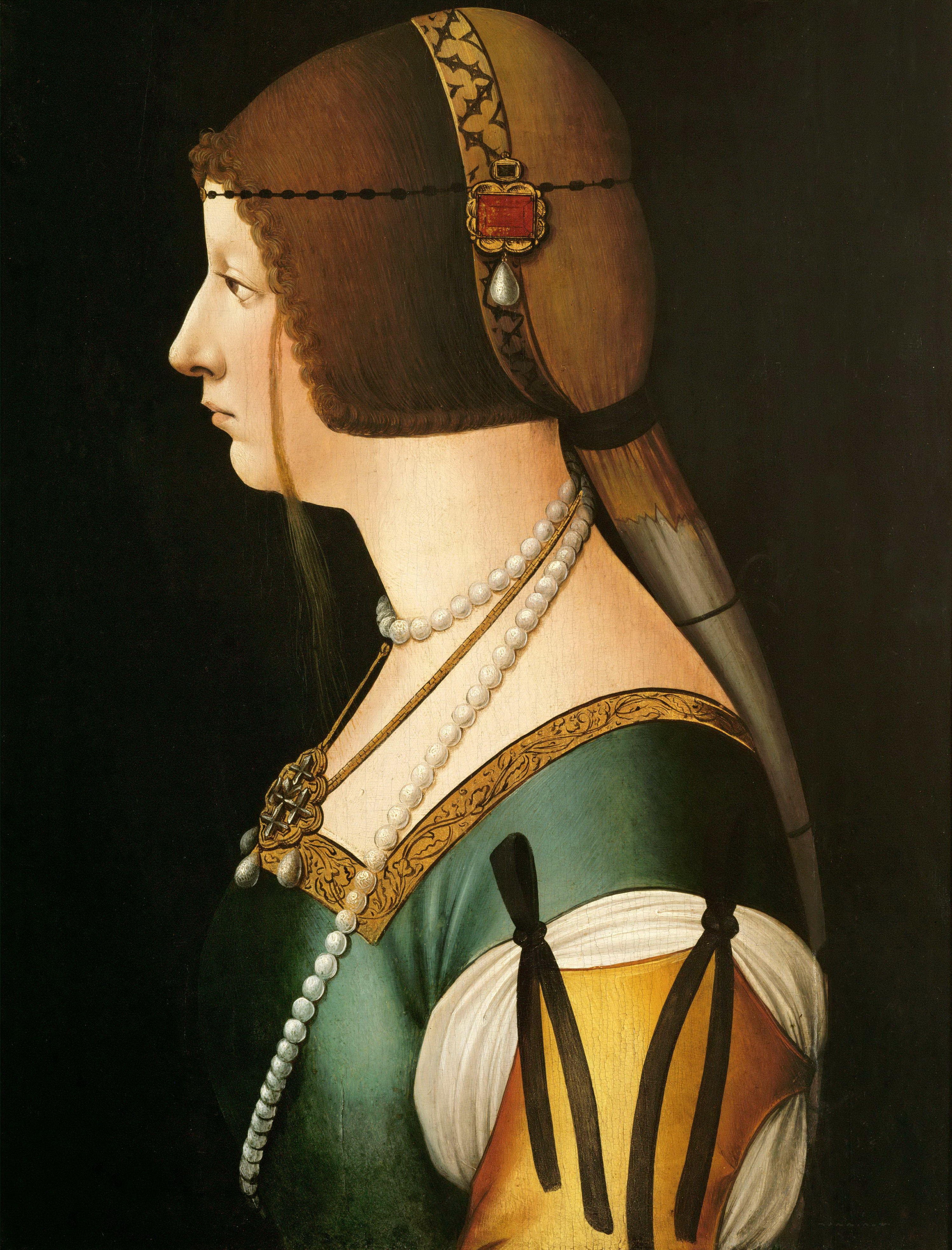
بورتريه بيانكا ماريا المعلقة في معرض الوطني للفنون.

تمكن زوجها ماكسيمليان في 4 فبراير 1508 من حصول على اللقب الإمبراطور الروماني المنتخب بعد الموافقة عليه من قبل البابا، وذلك لتعذره من قيام برحلة إلى روما بسبب الحروب الدامية هناك، وبذلك أصبحت الإمبراطورة القرينة.
توفيت بيانكا في مدينة إنسبروك كونتية تيرول في 31 ديسمبر 1510 كانت حينها في الثامنة والثلاثون عاماً، دفنت في استامش، لم يحضر زوجها جنازتها وحتى أنه لم يكرس لها قبراً.
لوحة بورتريه بيانكا ماريا البارزة من قبل أمبروجيو دي بريدس هي معلقة الآن في المعرض الوطني للفنون بواشنطن العاصمة، الولايات المتحدة الأمريكية.